# Сезон дождей (рассказ)
«Сезон дождей» (англ. Rainy Season) — рассказ американского писателя Стивена Кинга в жанре ужасов. Был опубликован в 1989 году в журнале «Midnight Graffiti». В 1993 году вошёл в состав сборника «Ночные кошмары и фантастические видения».

## Сюжет
Молодая семейная пара Джон и Элис Грэхемы приезжает в маленький городок Уиллоу в штате Мэн. Их встречают старик Генри Эден с женой и советуют им уезжать, потому что в этом городе раз в 7 лет ночью происходит необычное явление — дождь из жаб. Грехэмы не верят этому и остаются, хотя замечают странность — в городе почти нет людей.
Ночью Джон и Элис слышат шум, будто что-то падает на крышу, и после этого в дом врываются сотни чёрных жаб размером с футбольный мяч и с острыми зубами. Грэхемы прячутся в подвале дома, но жабы прогрызают дверь, набрасываются на Джона и Элис и убивают их.
Утром следующего дня все жабы растаяли, как снег, а Генри с женой с сожалением рассуждают о том, что люди никогда не внемлют их советам.

## Экранизация
В 2002 году вышла малобюджетная короткометражная экранизация этого рассказа (Rainy Season (англ.) на сайте Internet Movie Database).